# Žalkovice
Žalkovice település Csehországban, Kroměříži járásban. Žalkovice Vlkoš, Stará Ves, Říkovice, Kyselovice és Břest településekkel határos. Lakosainak száma 575 fő (2024. január 1.).

## Népesség
A település lakosságának változását az alábbi diagram mutatja:
| Lakosok száma | 560  | 636  | 703  | 594  | 526  | 564  | 604  | 581  | 547  | 575  |
|               | 1869 | 1900 | 1921 | 1961 | 1980 | 2011 | 2016 | 2019 | 2021 | 2024 |